# Série mondiale 1916
La Série mondiale 1916 était la 12e série finale des Ligues majeures de baseball, gagnée quatre matchs à un par les Red Sox de Boston sur les Robins de Brooklyn.
Jouée du 7 au 12 octobre 1916, elle se termine sur le quatrième titre des Red Sox de Boston, leur deuxième en deux ans, et le second d'une série de trois en quatre saisons se terminant en 1918.
Pour Boston, Babe Ruth lance 14 manches dans le deuxième match de la série. Après avoir accordé un point en première manche, il blanchit les Robins lors des 13 manches qui suivent, amorçant ainsi une séquence de 29 manches sans accorder de point qui se poursuivra en Série mondiale 1918.
Le deuxième match de la finale, joué le 9 octobre 1916 et remporté 2-1 par les Red Sox en 14 manches, sera le plus long match jamais joué en Série mondiale jusqu'au troisième duel de la Série mondiale 2005.

## Déroulement de la Série

### Calendrier des rencontres
| Match | Date       | Visiteur           | Hôte               | Score              |
| ----- | ---------- | ------------------ | ------------------ | ------------------ |
| 1     | 7 octobre  | Robins de Brooklyn | Red Sox de Boston  | 5 - 6              |
| 2     | 9 octobre  | Robins de Brooklyn | Red Sox de Boston  | 1 - 2 (14 manches) |
| 3     | 10 octobre | Red Sox de Boston  | Robins de Brooklyn | 3 - 4              |
| 4     | 11 octobre | Red Sox de Boston  | Robins de Brooklyn | 6 - 2              |
| 5     | 12 octobre | Robins de Brooklyn | Red Sox de Boston  | 1 - 4              |

### Match 1
Samedi 7 octobre 1916 à Braves Field, Boston, Massachusetts.

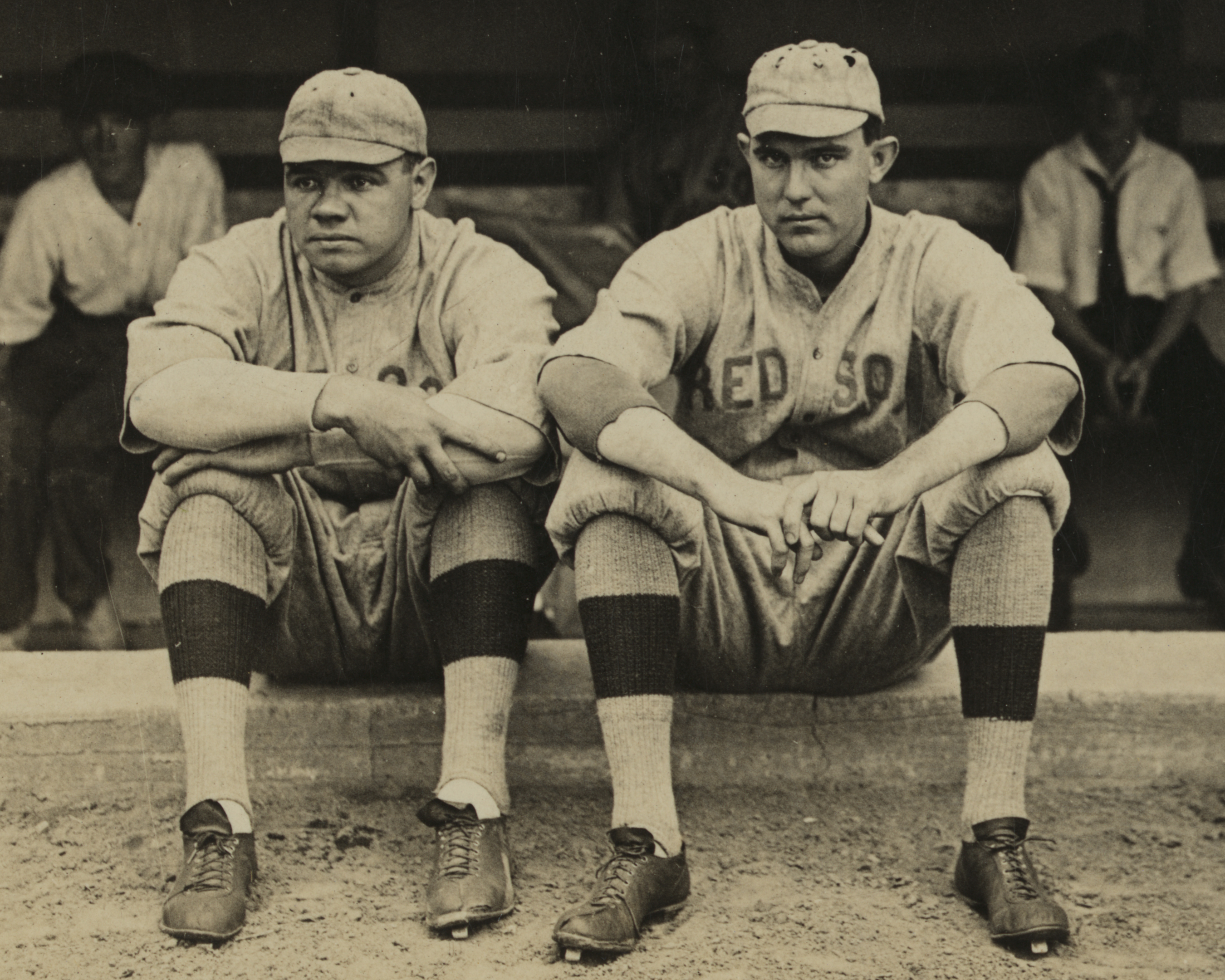
Babe Ruth et Ernie Shore, des Red Sox de Boston, vers 1916.

| Robins de Brooklyn | 0 | 0 | 0 | 1 | 0 | 0 | 0 | 0 | 4 | 5 | 10 | 4 |
| Red Sox de Boston | 0 | 0 | 1 | 0 | 1 | 0 | 3 | 1 | X | 6 | 8  | 1 |
| Lanceurs partants : BRO : Rube Marquard BOS : Ernie Shore Vic. : Ernie Shore (1-0) Déf. : Rube Marquard (0-1) Sauv. : Carl Mays (1) |   |   |   |   |   |   |   |   |   |   |    |   |

### Match 2
Lundi 9 octobre 1916 à Braves Field, Boston, Massachusetts.
| Robins de Brooklyn                                                                        | 1 | 0 | 0 | 0 | 0 | 0 | 0 | 0 | 0 | 0 | 0 | 0 | 0 | 0 | 1 | 6 | 2 |
| Red Sox de Boston                                                                         | 0 | 0 | 1 | 0 | 0 | 0 | 0 | 0 | 0 | 0 | 0 | 0 | 0 | 1 | 2 | 7 | 1 |
| BOS : Babe Ruth Vic. : Babe Ruth (1-0) Déf. : Sherry Smith (0-1) HRs : BRO : Hy Myers (1) |   |   |   |   |   |   |   |   |   |   |   |   |   |   |   |   |   |

### Match 3
Mardi 10 octobre 1916 à Ebbets Field, Brooklyn, New York.
| Red Sox de Boston | 0 | 0 | 0 | 0 | 0 | 2 | 1 | 0 | 0 | 3 | 7  | 1 |
| Robins de Brooklyn | 0 | 0 | 1 | 1 | 2 | 0 | 0 | 0 | X | 4 | 10 | 0 |
| Lanceurs partants : BOS : Carl Mays BRO : Jack Coombs Vic. : Jack Coombs (1-0) Déf. : Carl Mays (0-1) Sauv. : Jeff Pfeffer (1) HRs : BOS : Larry Gardner (1) |   |   |   |   |   |   |   |   |   |   |    |   |

### Match 4
Mercredi 11 octobre 1916 à Ebbets Field, Brooklyn, New York.
| Red Sox de Boston | 0 | 3 | 0 | 1 | 1 | 0 | 1 | 0 | 0 | 6 | 10 | 1 |
| Robins de Brooklyn | 2 | 0 | 0 | 0 | 0 | 0 | 0 | 0 | 0 | 2 | 5  | 4 |
| Lanceurs partants : BOS : Dutch Leonard BRO : Rube Marquard Vic. : Dutch Leonard (1-0) Déf. : Rube Marquard (0-2) HRs : BOS : Larry Gardner (2) |   |   |   |   |   |   |   |   |   |   |    |   |

### Match 5
Jeudi 12 octobre 1916 à Braves Field, Boston, Massachusetts.
| Robins de Brooklyn                                                                                          | 0 | 1 | 0 | 0 | 0 | 0 | 0 | 0 | 0 | 1 | 3 | 3 |
| Red Sox de Boston                                                                                           | 0 | 1 | 2 | 0 | 1 | 0 | 0 | 0 | 0 | 4 | 7 | 2 |
| Lanceurs partants : BRO : Jeff Pfeffer BOS : Ernie Shore Vic. : Ernie Shore (2-0) Déf. : Jeff Pfeffer (0-1) |   |   |   |   |   |   |   |   |   |   |   |   |